# پاریس (آلبوم پاریس هیلتون)
پاریس (به انگلیسی: Paris) نخستین آلبوم استودیویی از شاخ مجازی و خوانندهٔ آمریکایی پاریس هیلتون می‌باشد که در ۱۴ اوت سال ۲۰۰۶ از سوی وارنر براز رکوردز منتشر گردید. نسخهٔ کامل آلبوم در ای‌اوال موزیک بارگذاری شد و کاربران می‌توانستند آن را هشت روز پیش از انتشار رسمی نسخهٔ فیزیکی به صورت آنلاین گوش دهند.